# Asian Highway 3
Der Asian Highway 3 (AH3) (englisch für ‚Asiatische Fernstraße 3‘) ist eine Strecke des Asiatischen Fernstraßen-Projektes mit einer Gesamtlänge von 7.331 km.
Ähnlich den Europastraßen werden existierende Strecken zusätzlich mit der Bezeichnung „AH3“ ausgestattet. Die teilnehmenden Staaten haben sich verpflichtet, den Ausbaustandard der transnationalen Straßen zu erhöhen und für einbuchstabige Verbindung wie der AH3 zu autobahnähnlichen Fernstraßen fortzuentwickeln.

## Allgemeines
Der Asian Highway führt von Ulan-Ude, Russland (AH6) über Tanggu, sowie Shanghai, Volksrepublik China (AH5) und Laos bis nach Chiang Rai, Thailand bzw. auf der Alternativstrecke über Mong La nach Keng Tung, Myanmar. Beide Strecken treffen schließlich auf den Asian Highway 2.
Ähnlich den Europastraßen werden existierende Strecken zusätzlich mit der Bezeichnung "AH3" ausgestattet. Die teilnehmenden Staaten haben sich verpflichtet, den Ausbaustandard der transnationalen Straßen zu erhöhen und für einbuchstabige Verbindung wie der AH3 zu autobahnähnlichen Fernstraßen fortzuentwickeln.

## Südostasien
Bis Mitte 2008 wurde die Nord-Süd-Strecke des Asian Highway, AH3, fast vollständig asphaltiert, wobei nur wenige Kilometer unvollständig sind.
Diese Strecke wurde durch die Asian Development Bank finanziert und zielte darauf ab, die angeschlossenen Volkswirtschaften China, Myanmar, Laos, Vietnam, Thailand und Kambodscha miteinander zu verbinden. Der Kunming-Bangkok Expressway, der durch Nord Laos verläuft, verbindet China und Thailand miteinander. Die Baukosten belaufen sich auf 95.800.000 US$ und wurden mit einem Darlehen von der Asian Development Bank, zusammen mit Mitteln aus China, Thailand und Laos finanziert.
Früher bestanden die Abschnitte aus Feldwegen, jetzt sind daraus mindestens zweistreifige Straßen mit einem befestigten Standstreifen geworden. Die Fahrt von der laotischen Grenzstadt Ban Houayxay bis zur chinesischen Grenze bei Boten im Südwesten der Provinz Yunnan gelegen, dauerte früher auf der alten meist unbefestigten Strecke je nach Witterung zwei Tage. Die neue Fahrbahn verkürzt die Reisezeit auf ca. sechs Stunden. Im Dezember 2013 wurde die Vierte Thailändisch-Laotische Freundschaftsbrücke nach dreijähriger Bauzeit fertiggestellt. Bis dahin war die Strecke im südostasiatischen Teil unvollständig und ineffizient.

## Streckenabschnitte

### Russland
- A340/A165(veraltet): Ulan-Ude – Kjachta (235 km) (AH6)
- Grenze  Mongolei

### Mongolei
- Grenze  Russland
- A0403: Altanbulag – Süchbaatar
- A0402: Süchbaatar – Darchan
- A0401: Darchan – Ulaanbaatar
- A0101: Ulaanbaatar – Nalayh – Tschoir
- A0102: Tschoir – Sainschand
- A0103: Sainschand – Zamin-Uud
- Grenze  Volksrepublik China

Verlauf

### China
- Grenze  Mongolei
- G208: Erenhot – Jining (353 km)
- G25: Jining – Zhangjiakou – Xuanhua – Peking (344 km)
- G20: Peking – Tianjin – Tanggu (145 km)
- G65: Shanghai – Hangzhou – Nanchang – Xiangtan – Guiyang – Kunming (2810 km). Eine mögliche Route.
- G213: Kunming – Yuxi – Yuanjiang (203 km)
- G213: Yuanjiang – Puer – Jinghong (352 km)
- G213: Jinghong – Mengla – Mohan (186 km)
- ( Autobahn Kunming–Mohan) (im Bau)
- Grenze  Laos
- G214: Jinghong – Menghai (Alternative Strecke)
- S320: Menghai – Daluo (Alternative Strecke)
- Grenze  Myanmar

### Laos
- Grenze  Volksrepublik China
- : Boten (Luang Namtha) – Nateuy (20 km)
- (Vientiane-Boten Expressway) (geplant)
- : Nateuy – Luang Namtha – Ban Houayxay (242 km)
- Grenze  Thailand
- Vierte Thailändisch-Laotische Freundschaftsbrücke (0,48 km)

### Thailand
- Grenze  Laos
- Thai Highway 1356: Freundschaftsbrücke – Chiang Khong
- Thai Highway 1020: Chiang Khong – Chiang Rai (113 km) (AH2)
- (Alternative Strecke 1174/1098/1173) (im Bau)

### Myanmar
- Grenze  Volksrepublik China
- Mong La – Keng Tung (Alternative Strecke) (AH2)